# Argumento de la no creencia
El argumento de la no creencia o argumento del ocultamiento divino es un argumento filosófico contra la existencia de Dios, específicamente el dios del teísmo.
La premisa del argumento es que si Dios existiera (y quisiera que la humanidad lo supiera), habría creado una situación en la que cualquier persona razonable creyera en él; sin embargo, existen personas razonables que no creen en Dios, lo que apunta contra la existencia de Dios.
Este argumento es similar al clásico Problema del mal en el que se afirma la inconsistencia entre el mundo que existe y el que debería existir si Dios tuviera deseos combinados con el poder de ver a través de todas las cosas. De hecho, desde que la ignorancia de Dios puede ser vista como un demonio natural, el problema puede categorizarse como una instancia del problema del demonio.
El argumento aparece en el título del libro de J.L. Schellenberg Divine Hiddenness and Human Reason editado en 1993 y ha sido apuntado también por otros filósofos como Theodore Drange.

## Introducción al problema del ocultamiento divino
El tema del ocultamiento, oscuridad o silencio divino tiene una larga historia en la teología judeocristiana. Las raíces de la contemplación judeocristiana de las formas en las que dios elige esconderse se retrotraen hasta la descripción bíblica de Dios, por ejemplo el lamento de los salmos "Dios mío, Dios mío, ¿por qué me has abandonado?... lloro cada día pero tú no me respondes" así como la declaración de Isaías: "Verdaderamente Tú eres un Dios que se esconde, oh Dios de Israel, el Salvador".
Uno de los primeros filósofos que contempló el problema del ocultamiento fue Anselmo de Canterbury, quien en su Proslogio dice:

Nunca te he visto, oh Señor mi Dios, no conozco tu aspecto. ¿Qué hará, oh Altísimo Señor, este hombre exiliado lejos de ti? ¿Qué hará tu siervo, ansioso de amor por ti, y arrojado lejos de tu presencia? Él se esfuerza para verte, y tu cara está demasiado lejana. Añora venir a ti, y tu morada es inaccesible. Quiere encontrarte, y no sabe dónde estás. Desea buscarte, y no conoce tu rostro. Señor, eres mi Dios y eres mi Señor, pero nunca te he visto. Eres mi creador, me has hecho de la nada y has puesto en mí todas las bendiciones, y aún no te conozco. Por último, fui creado para contemplarte y todavía no he logrado el propósito de mi existencia.

Cuando se utiliza el tema del ocultamiento divino como una objeción o evidencia contra dios, Daniel Howard-Snyder y Paul Moser en la introducción del volumen de escritos dedicado a las refutaciones del argumento de Schellenberg, citan la pregunta de Nietzsche: A un dios que todo lo sabe y todo lo puede y que ni siquiera da seguridad a sus criaturas sobre sus intenciones ¿puede llamársele dios?

## El argumento de Schellenberg desde la no creencia razonable
Una presentación formal del argumento podría ser la siguiente:
1. Si hay un dios, es amor puro
2. Si existe un dios que es amor puro, no existiría el hecho de no creer
3. El hecho de No creer, ocurre
4. No existe un dios que es amor puro (a partir de 2 y 3).
5. Por tanto, no hay dios (a partir de 1 y 4).

En un artículo escrito sobre este argumento diez años después de ser propuesto Schellenberg escribe que las críticas a este razonamiento se centran en la segunda premisa; hay relativamente pocas críticas cuestionando la existencia de una no-creencia razonable y casi no hay filósofos teístas que objeten la idea de que dios es amor puro.

## Argumento de Drange sobre la no creencia
Theodore Drange propuso en 1996 otro argumento: considera que la mera existencia de la no-creencia es una evidencia suficiente de la inexistencia de dios. El argumento puede presentarse así:
1. Si Dios existe, entonces Dios:
  1. quiere que todos los humanos antes de morir crean que dios existe;
  2. puede dar pie a la situación en la que todos los humanos, antes de morir, crean en Dios;
  3. no quiere que nada que pueda ser un conflicto y que sea al menos tan importante para la humanidad como su deseo de que todos los humanos crean en él; y
  4. siempre actúen de acuerdo a como él quiere.
2. Si dios existe, todos los humanos lo creerían antes de morir (desde 1).
3. Pero no todos los humanos creen en dios antes de morir.
4. Por lo tanto, dios no existe (desde 2 y 3).